# Episodi de Il restauratore (seconda stagione)
La seconda e ultima stagione della serie televisiva Il restauratore, composta da 16 episodi, diretti da Enrico Oldoini, viene trasmessa in prima visione in Italia da Rai 1 dal 7 settembre al 26 ottobre 2014.
| nº | Titolo                         | Prima TV Italia   |
| -- | ------------------------------ | ----------------- |
| 1  | Occhio per occhio              | 7 settembre 2014  |
| 2  | Servizio a domicilio           | 7 settembre 2014  |
| 3  | La trappola                    | 14 settembre 2014 |
| 4  | Codice d’onore                 | 14 settembre 2014 |
| 5  | La vendetta è un piatto freddo | 21 settembre 2014 |
| 6  | Il vecchio e il cane           | 21 settembre 2014 |
| 7  | Il pirata della strada         | 28 settembre 2014 |
| 8  | Arma a doppio taglio           | 28 settembre 2014 |
| 9  | Affari di famiglia             | 5 ottobre 2014    |
| 10 | Una preziosa verità            | 5 ottobre 2014    |
| 11 | Il vampiro                     | 12 ottobre 2014   |
| 12 | Alle corde                     | 12 ottobre 2014   |
| 13 | La magnifica ossessione        | 19 ottobre 2014   |
| 14 | Il gladiatore                  | 19 ottobre 2014   |
| 15 | Verità sepolte                 | 26 ottobre 2014   |
| 16 | Il prezzo della verità         | 26 ottobre 2014   |

## Occhio per occhio
- Diretto da:
- Scritto da:

### Trama
Il luogo principale dove si sviluppa il primo episodio è una chiesa di borgata, dove un giovane prete in prima linea combatte a viso aperto la criminalità locale per ridare una speranza ai giovani del quartiere, e per riuscire a difendere i propri ragazzi è disposto a tutto. Qualcuno ucciderà il bullo del quartiere e Basilio dovrà arrivare in tempo, per capire chi sia il potenziale carnefice e impedire che la vendetta si compia.
- Oggetto restaurato: Bibbia
- Altri interpreti: Lorenzo Renzi (Diego Scardina), Valerio Morigi (Don Mauro), Emanuele Bosi (Christian)

## Servizio a domicilio
- Diretto da:
- Scritto da:

### Trama
Un ex poliziotto, vecchia conoscenza di Basilio, sta per essere derubato ed aggredito. Basilio, grazie al suo "dono" vede il quadrante di un orologio, sa che non c'è tempo, interviene ma arriva tardi. 
Gianni, l'ex poliziotto, sembra non aver subito gravi lesioni, per una volta la luccicanza è accaduta senza conseguenze e Basilio può tornare tranquillo alla sua bottega. 
Basilio ricorda di aver visto un colpo di pistola, e durante la rapina non è stato sparato nemmeno un colpo.
- Oggetto restaurato: Cavallino di artigianato cinese
- Altri interpreti: Giovanni Calcagno (Gianni)

## La trappola
- Diretto da:
- Scritto da:

### Trama
Basilio riceve un antico paravento giapponese per un restauro urgente. Toccandolo vede una ragazza che viene aggredita da un uomo. Basilio crede che l'aggressore sia l'architetto che gli ha portato il paravento, in realtà poi scoprirà che dietro c'è un intreccio più complicato, che nemmeno lui era riuscito a comprendere. 
Basilio rivela ad Arturo il suo "dono".
- Oggetto restaurato: paravento giapponese

- Altri interpreti: Chiara Mastalli (Grazia Marini), Fabrizio Bucci (Architetto Matteo Monti)

## Codice d’onore
- Diretto da:
- Scritto da:

### Trama
L'episodio è ambientato in una caserma militare. 
Basilio scopre che una soldatessa viene accusata ingiustamente e cerca di scoprire chi c'è dietro al reato commesso. 
Flavio Mangano continua a bere e si prende alcuni giorni di malattia per restare a casa.
Alla fine Emma riesce a convincere Basilio a bere una tisana insieme. In realtà Emma mette nella tisana di Basilio del sonnifero per farlo addormentare e poter rovistare in bottega. Quando cerca di svegliarlo, però, Basilio non risponde ed Emma chiama un'ambulanza. 
- Oggetto restaurato: sciabola
- Altri interpreti: Ivano Marescotti (colonnello Stanzi), Michele Cesari (tenente onorati), Elena Cucci (Marzia Stanzi), Massimiliano Buzzanca, Paco Reconti..

## La vendetta è un piatto freddo
- Diretto da:
- Scritto da:

### Trama
Basilio in ospedale, sottoposto a una lavanda gastrica d’urgenza. Gli esami rivelano nel suo sangue altissime dosi di tranquillanti, somministrati di nascosto. Tornato in bottega, confida ad Arturo i suoi sospetti su Emma, che nel frattempo non capisce come possa Basilio conoscere il codice segreto che condivideva con suo marito (la data del loro matrimonio).
Basilio riceve un affilacoltelli d’epoca da restaurare. Al primo contatto, Basilio ha una visione: un bambino viene rapito all'uscita da scuola. Basilio inizia a scavare nel passato dell’oggetto, scoprendo che appartiene a Roberto Chiari, un celebre cuoco del ristorante "L'aquila Albina".
Il rapimento è collegato al passato del padre, che è stato adottato a 7 anni.
Attraverso una serie di indizi collegati all'orfanotrofio in cui Roberto è cresciuto, Basilio scopre che il rapitore è un ex compagno d’infanzia del cuoco. La vita del rapitore è stata segnata da un incidente avvenuto in orfanotrofio: una caduta dalle scale, causata da Roberto, che lo ha reso zoppo, impedendogli di essere adottato. Adesso cerca vendetta.
Emma scopre che Basilio non può aver ucciso suo marito, perché al tempo dell'omicidio si trovava in carcere. Basilio ed Emma si confrontano sulla questione. 
- Oggetto restaurato: affilacoltelli
- Altri interpreti: Marco Bonini (Roberto Chiari), Andrea Pittorino (figlio di Roberto Chiari)

## Il vecchio e il cane
- Diretto da:
- Scritto da:

### Trama
Basilio toccando il metronomo scopre che un cane verrà ucciso e il suo padrone cercherà vendetta. Il metronomo appartiene ad un musicista famoso: Nathan Cremona.
Nel frattempo Emma e Basilio continuano a cercare il vecchio restauratore, che credono essere responsabile dell'omicidio del marito di Emma, Massimo Minissale.
Mangano viene rimproverato da Maccari perché ha perso le staffe in servizio. Infatti, Flavio sta continuando a bere e Basilio si offre di aiutarlo ma lui non ne vuole sapere. Basilio, però, convince Maccari a non fare rapporto disciplinare a Mangano.
Arturo e Dora cercano di avere un secondo figlio.
- Oggetto restaurato: metronomo

- Altri interpreti: Shel Shapiro (Nathan Cremona), Sara Zanier (Livia Cremona)

## Il pirata della strada
- Diretto da:
- Scritto da:

### Trama
Basilio viene invitato dalla moglie di Maccari, Silvia, a casa loro per cena. Sandro però torna tardi ed è nervoso. Basilio, toccando una bilancia che apparteneva al padre di Sandro, vede che la figlia di Maccari sarà investita insieme ad una sua amica.
Mangano e Basilio collaborano per aiutare Sandro a non vendicarsi. 
- Oggetto restaurato: bilancia da orafo

## Arma a doppio taglio
- Diretto da:
- Scritto da:

### Trama
- Oggetto restaurato: marionetta

- Altri interpreti: Andrea Roncato (Michele Smedile)

## Affari di famiglia
- Diretto da:
- Scritto da:

### Trama
- Oggetto restaurato: testa in ceramica

## Una preziosa verità
- Diretto da:
- Scritto da:

### Trama
- Oggetto restaurato: carillon

- Altri interpreti: Gioia Spaziani (Adele Gemmi), Leandro Amato,Roberta Procida,

## Il vampiro
- Diretto da:
- Scritto da:

### Trama
- Oggetto restaurato: vaso etrusco

- Altri interpreti: Milena Miconi (Stella) Marco Fiorini

## Alle corde
- Diretto da:
- Scritto da:

### Trama
Arriva una raccomandata per Magrini in bottega. Emma la prende, nascondendola a Basilio, e ricomincia a cercare Magrini. Scopre che suo marito aveva in affitto un box in un magazzino, ma non può accedervi perché non conosce il numero del box magazzino e la combinazione del lucchetto. Emma capisce che il numero del box è il numero misterioso scritto sull'agenda di Basilio. E la combinazione del lucchetto è la data del suo matrimonio. Nel magazzino Emma trova una valigia piena di vestiti di suo marito. La valigia è stranamente grossa per il poco numero di vestiti presenti dentro.
Basilio ha una visione toccando una culla che Arturo ha comprato al mercatino dell'usato. Un pugile morirà sul ring se lui non interviene. Arturo e Basilio scoprono che la culla proviene da una palestra di boxe. Allora convince Arturo ad iscriversi ad un corso in palestra per indagare ulteriormente. Basilio riesce a salvare il ragazzo (Romeo) scoprendo che ha un problema al cuore. Il suo allenatore, Ivan, quindi gli impedisce di continuare con gli allenamenti. In una seconda visione, però, Basilio scopre che il ragazzo morirà lo stesso perché verrà coinvolto in incontri clandestini. Romeo muore nonostante tutti gli sforzi di Basilio. Sandro rivela a Basilio che si tratta di un omicidio. Il corpo è stato ritrovato nel Tevere, ma il ragazzo era già morto prima di cadere in acqua. L'allenatore di Romeo vuole vendicare la sua morte e inizia a indagare nel circolo dei combattimenti clandestini. Basilio scopre che ad uccidere Romeo è stato il proprietario della palestra, Toni. Lui faceva combattere Romeo clandestinamente per far tornare i conti economici. Basilio gli dice che lo avrebbe denunciato, ma quando si gira per andarsene Toni lo colpisce in testa. Un complice di Toni, Mimmo, carica Basilio sulla sua macchina e lo porta via, ma Ivan riconosce la macchina di Basilio e capisce che c'è qualcosa che non va e va a salvare Basilio. Insieme fanno arrestare il complice. Ivan così scopre però che Toni è il responsabile della morte di Romeo e vuole vendicarsi. Ivan sfida Toni a combattere. Ivan arriva molto vicino ad uccidere Toni di botte, ma si ferma prima di ammazzarlo. Arriva la polizia sul luogo degli incontri clandestini e arrestano tutti. 
Alla fine, Emma, frugando tra i vestiti di suo marito trova il biglietto da visita dello studio odontoiatrico di un tal Bassani. Basilio chiede a Mangano di cercare la registrazione delle telecamere di sicurezza del deposito dove si trova il magazzino affittato dal marito di Emma. Guardando il video, Flavio e Basilio vedono Magrini aprire il box, tirare fuori la valigia, prendere tutti i soldi che ci sono dentro e rimettere a posto la valigia. 
- Oggetto restaurato: culla
- Altri interpreti: Matteo Taranto (Ivan), Chiara Gensini (moglie di Ivan), Lorenzo Scialla (Romeo), Gaetano Amato (Toni), Michele Vigilante

## La magnifica ossessione
- Diretto da:
- Scritto da:

### Trama
- Oggetto restaurato:

- Altri interpreti: Eleonora Sergio (Nadia Marin), Gaia Bermani Amaral (Margherita), Valentina Valsania, Francesco Testi,Claudio Alfonsi, Eleonora Bolla,Sonia Battisti, Enzo Saturni(padre di Margherita),Grazia Fasanella.

## Il gladiatore
- Diretto da:
- Scritto da:

### Trama
- Oggetto restaurato: elmo

- Altri interpreti: Eleonora Sergio (Nadia Marin), Rosa Diletta Rossi, Giovanni Ansaldo, Federigo Ceci, Francesco Acquaroli, Claudio Alfonsi, Bruno Bilotta

## Verità sepolte
- Diretto da:
- Scritto da:

### Trama
- Oggetto restaurato: statuina

- Altri interpreti: Eleonora Sergio (Nadia Marin), Martina Pinto, Gianna Paola Scaffidi, Stefania Montorsi, Marco Rulli, Giulio Forges Davanzali

## Il prezzo della verità
- Diretto da:
- Scritto da:

### Trama
- Oggetto restaurato: bauletto cinese

- Altri interpreti: Eleonora Sergio (Nadia Marin)